# Зикардсбург, Август Зикард фон
Август Зикард фон Зи́кардсбург (нем. August Sicard von Sicardsburg; 6 декабря 1813[…], Буда или Вена — 11 июня 1868[…], Клостернойбург, Вин-Умгебунг) — австрийский архитектор периода историзма и эклектики в западноевропейском искусстве. В столице Австрии этот период именовали временем «Стиля Рингштрассе» (нем. Ringstraßenstil) по названию улицы, застроенной престижными зданиями и громоздкими разностильными особняками пышной эклектической архитектуры, вызывавшей ироничную критику прогрессивно мыслящих архитекторов. 

## Биография
Зикардсбург родился в Буде. Изучал архитектуру в Венском политехническом институте под руководством Петера фон Нобиле вместе с Эдуардом ван дер Нюллем. В 1843 году стал профессором архитектуры Венской академии изобразительных искусств. Наиболее известным его произведением является проект Венской государственной оперы совместно с Эдуардом ван дер Нюллем (1861—1869). Общественность подвергла это сооружение жёсткой критике: здание выглядело приземистым, потеряв в высоте из-за подъёма уровня улицы на один метр. Его сравнивали с тонущим ящиком и называли Кёниггрецем от искусства. Раскритиковал здание и император Франц Иосиф I, что привело к трагическим последствиям: самоубийству Эдуарда ван дер Нюлля.
Зикардсбург умер от туберкулёза в Вейдлинге. Среди его учеников были Карл фон Хазенауэр, Франц фон Нойман и Генрих фон Ферстель.